# Серовский театр драмы имени А. П. Чехова
Серо́вский муниципа́льный теа́тр дра́мы имени А. П. Че́хова — драматический театр в Серове (Свердловская область), располагающийся во Дворце культуры металлургов. Единственный профессиональный театр города.

## История
Театр основан в 1942 году в городе Полевском силами антрепренёра, режиссёра и артиста Леонида Арматова. Первым спектаклем нового театра стала комедия Рубинштейна «Взаимная любовь», премьера которой состоялась 6 марта 1942 года в клубе криолитового завода. В дальнейшем театр много гастролировал по городам Среднего Урала.
В Серов театр приехал на гастроли в мае 1945 года и получил приглашение от руководства металлургического завода остаться в городе. Ходатайство металлургов поддержали областные власти — на основании приказа Свердловского областного отдела по делам искусств № 182 от 3 октября 1945 года труппа переведена на постоянное место работы в Серов и был размещена во Дворце культуры металлургов.
В 1946 году труппа театра первой в Свердловской области поставила пьесу Чехова «Дядя Ваня» — именно за это ему было присвоено имя А. П. Чехова.
Не имея собственного здания, театр располагается во Дворце культуры металлургов, сцена которого оснащена поворотным кругом диаметром 9 метром.

## Руководство
Директора
- 1942—1952 — Леонид Григорьевич Арматов (Малышевский)
- 1952—1955 — Михаил Васильевич Гирусов
- 1955—1957 — Воробьев
- 1957-? — Павел Порфирьевич Хромовских
- 1960-е — Алексей Д. Колодкин
- Александр Николаевич Хитев
- 1980 (1-я пол.) — Ю. Н. Микрюков
- 1980 (сер.) — В. Иванушкин
- 1987—1993 — Эдгард Александрович Соловян
- 1993—2005 — Светлана Васильевна Рыбникова (Королёва)[3]
- 2010—2019 (март) — Наталия Владимировна Мозжакова[4]
- 2019 (март-июнь) — Николай Рузанов[5]
- 2019 (июнь) — н.в. — Владимир Анатольевич Пантелеев

Главные режиссёры
- 1942—1945 — Леонид Григорьевич Арматов (Малышевский)
- 1945 (июнь) — 1946 — Николай Артемьевич Галачьян
- 1946-? — С. Л. Горин
- 1948-? — В.Пономарев
- 1949-? — Павел Порфирьевич Хромовских
- 1950 — А. Е. Волховский
- 1953—1955 — Н.Смирнов
- 1960-е — Павел Порфирьевич Хромовских
- 1960-е — В.Фёдоров
- 1960-е — В.Петрашевич
- 1976—1979 — Александр Николаевич Македонский
- 1979—1983 — Владимир Сергеевич Незлученко
- 1983—1987 — Андрей Викторович Лапиков
- 1987—1990 — Василий Павлович Шур
- 1990—2000 — Виктор Дмитриевич Узун[6]
- 2006—2014 — Юлия Владиленовна Батурина (Незлученко)[7]
- 2014—2019 (июль) — Пётр Незлученко[8][9]
- 2020 (июнь) — н.в. — Александр Сысоев[10]

## Труппа театра
- Лариса Артёмова
- Эдуард Валиуллин
- Светлана Виниченко
- Евгений Вяткин
- Алексей Дербунович
- Иван Долгих
- Алексей Кизеров
- Татьяна Кожевникова
- Светлана Королёва, з. а. РФ
- Наталья Котельникова
- Татьяна Лоренс
- Евгений Максимов
- Сергей Моисеев
- Ксения Моисеева
- Александра Незлученко
- Марианна Незлученко, з. а. РФ
- Александр Нечаев
- Ольга Носкова
- Екатерина Родина
- Евгений Сухарев
- Елена Фёдорова-Курбатова
- Ренат Ходжаев
- Ольга Хорук
- Татьяна Хорук, з. а. РФ
- Сергей Шаваринский[11]

В прежние годы
- Андрей Емельянов
- Кирилл Имеров
- Сергей Каляев
- Ольга Кирилочкина
- Алексей Наволоков
- Пётр Незлученко
- Анатолий Рубан
- Денис Осинин
- Карина Пестова
- Дмитрий Плохов
- Константин Рихтер з. а. РФ
- Дмитрий Самсонов
- Елена Серкина
- Пётр Соломонов
- Eлизавета Степанова з. а. РСФСР
- Ксения Уфимцева
- Алексей Шрамко

## Постановки
- «Crazy» Я. Ронена, реж. Пётр Незлученко
- «А зори здесь тихие» инсценировка А. Еньшина по повести Б. Васильева, реж. Александр Сысоев (2020)
- «Аленький цветочек» С. Аксакова
- «Алые паруса» А. Грина, реж. Алексей Щелкунов
- «Анна Каренина» Л. Толстого, реж. Сергей Дроздов
- «„АП!“ Заявление оферта, или Не совсем кредитная история (космическое)» А. Чехова, реж. Юлия Батурина
- «„АП!“ Смерть наступила вследствие апоплексического удара… (пессимистическая комедия)» А. Чехова, реж. Пётр Незлученко
- «Ах, как бы нам пришить старушку» Дж. Патрика
- «Баба Шанель» Н. Коляды, реж. Александр Сысоев (2020)
- «Банкрот» А. Островского, реж. Пётр Незлученко (2013)
- «Бесконечный апрель» Я. Пулинович, реж. Пётр Незлученко (2018)
- «Блин — 2» А. Слаповского, реж. Юлия Батурина (2007)
- «Брат Чичиков» Н. Садур по мотивам «Мёртвых душ» Н. Гоголя, реж. Юлия Батурина (2009)[12]
- «Вишнёвый сад» А. Чехова, реж. Владимир Незлученко (1980)
- «Власть тьмы» Л. Толстого, реж. Виктор Узун (1998)
- «Вся жизнь — игра» Н. Недялко
- «Гарем» Н. Зинченко
- «Гарольд и Мод» К. Хиггинса Ж.-К. Карьера, реж. Сергей Зырянов (2021)
- «Горка» А. Житковского, реж. Пётр Незлученко
- «Дело чести» Л. Хюбнера, реж. Пётр Незлученко (2013)
- «Детектор лжи» В. Сигарева, реж. Пётр Незлученко
- «Джан» по повести А. Платонова, реж. Дмитрий Зимин (2021)
- «Доротея» Р. Шеридана
- «Дядя Ваня» А. Чехова, реж. Виктор Узун (1995)
- «Женитьба» Н. Гоголя
- «Женитьба Бальзаминова» А. Островского, реж. Дмитрий Плохов
- «Женщина, не знавшая слёз»
- «Жизнь после смерти» по пьесе С. Цанева, реж. Юлия Батурина (2001)
- «Жмурки» Э. Хантера, реж. Юлия Батурина
- «Замок с секретом» по пьесе Э. Вериго и М. Тулина (1982)
- «Золотой дракон» Р. Шиммельпфеннига, реж. Андреас Мерц-Райков (2015)
- «И вечная любовь!..» В. Красногорова, реж. Юлия Батурина
- «Изобретательная влюблённая» Лопе де Вега
- «Инь и Ян» Б. Акунина, реж. Дмитрий Турков
- «Калека с острова Инишмаан» М. Макдонаха, реж. Пётр Незлученко
- «Калигула» А. Камю, реж. Владимир Золотарь
- «Канотье» Н. Коляды, реж. Виктор Узун (1995)
- «Красавица из Линэна» М. Макдонаха, реж. Пётр Незлученко
- «Лгунья» по пьесе М. Майо и М. Эннекена «Моя жена — лгунья», реж. Константин Рихтер (1992)
- «Лгунья» Н. Коляды, реж. Александр Сысоев (2020)
- «Липынька» Я. Пулинович, реж. Пётр Незлученко
- «Ловушка для птиц» К. Стешика, реж. Пётр Незлученко
- «Любовь и голуби» В. Гуркина, реж. Юлия Батурина
- «Любовь, Любовь, Любовь…» В. Рубанова
- «Мадам Роза» инсценировка Н. Коляды по роману Э. Ажара «Вся жизнь впереди», реж. Юлия Батурина
- «Малыш и Карлсон» А. Линдгрен
- «Мириам» О. Юрьева, реж. Алексей Кизеров
- «Мой бедный Марат» по пьесе А. Арбузова, реж. Юлия Батурина (2006)
- «Море. Звёзды. Олеандр» М. Малухиной, реж. Александр Сысоев (2020)
- «Морфий» М. Булгакова, реж. Ренат Ходжаев (2021)
- «Обыкновенное чудо» Е. Шварца,
- «Остров сокровищ» Р. Стивенсона, реж. Юлия Батурина
- «Отражение моё…» А. Арбузова по пьесе «Сказки старого Арбата»
- «Ошибка доктора Осокина» Л. Рыбникова по рассказу Д. Мамина-Сибиряка
- «Поединок» по повести А. Куприна (28 мая 1945)
- «Порт-Артур» А. Степанова, реж. Павел Хромовских (1970)
- «Последний срок» по пьесе В. Распутина, реж. Юлия Батурина (2011)
- «Похищение Елены»
- «Предместье» по ранней редакции комедии А. Вампилова «Старший сын», реж. Пётр Незлученко
- «Про самого длинного червяка» А. Богачёвой, реж. Евгений Балтин
- «Репетиция» А. Волковой, реж. Юлия Батурина
- «Ричард III» У. Шекспира, реж. Юлия Батурина
- «Ромео и Джульетта» У. Шекспира, реж. Юлия Батурина (2013)
- «Самоубийца. Пробуждение» Н. Эрдмана, реж. Пётр Незлученко
- «Священные чудовища» Ж. Кокто, реж. Виктор Узун
- «Семья Вурдалака» В. Сигарева
- «Сказ о том, как соседки мужьями поменялись» по пьесе В. Гуркина «Прибайкальская кадриль»
- «Слишком женатый таксист» Р. Куни, реж. Юлия Батурина
- «Смерть Тарелкина» А. Сухово-Кобылина, реж. Павел Зобнин (2017)
- «Смотрите в дырочку, мамаша!» по пьесе Н. Эрдмана «Мандат», реж. Юлия Батурина (2008)
- «Страсти под крышей» по пьесе «Семейный портрет с посторонним» С. Лобозёрова
- «Сучилища» А. Иванова, реж. Пётр Шерешевский (2017)
- «Театр. Шум за сценой» М. Фрейна, реж. Пётр Незлученко
- «Трамвай „Желание“» Т. Уильямса, реж. Андреас Мерц-Райков (2015)
- «Три девушки в голубом» Л. Петрушевской, реж. Евгений Балтин
- «Три сестры» А. Чехова
- «У войны не женское лицо» С. Алексиевич, реж. Дмитрий Плохов
- «Укрощение строптивой» У. Шекспира, реж. Владимир Михельсон
- «Фантазия», реж. Артур Мафенбайер (2017)
- «Фигуры», реж. Дмитрий Уросов (2017)
- «Фронтовичка» А. Батуриной, реж. Пётр Незлученко (2015)
- «Ханума» В. Константинова, Б. Рацера, реж. Игорь Булыгин
- «Хороший парень» У.-М. Даунса, реж. Пётр Незлученко
- «Цианистый калий с молоком или без» Х. Мильяма
- «Цилиндр» Э. де Филиппо, реж. Пётр Незлученко
- «Чёрная Курица» И. Васьковской, реж. Радион Букаев (2015)
- «Чёрный апельсин» Д. Сидерос, реж. Пётр Незлученко
- «Чморик» В. Жеребцова, реж. Юлия Батурина
- «Шутки в глухомани»
- «Эти свободные бабочки» Л. Герша, реж. Юлия Батурина (2003)
- «Эшелон» по пьесе М. Рощина, реж. Юлия Батурина (2010)[6]

## Достижения и награды
- 2003 — «Лучшая женская роль второго плана» фестиваля «Браво! — 2002» — Марианне Незлученко за роль Матрёны Ивановны в спектакле «Ошибка доктора Осокина».
- 2004 — «Лучшая мужская роль» фестиваля «Браво! — 2003» — Петру Незлученко за роль Дональда Бейкера в спектакле «Эти свободные бабочки».
- 2005 — «Лучшая женская роль второго плана» фестиваля «Браво! — 2004» — Марианне Незлученко за роль Свахи в спектакле «Женитьба»[13].
- 2008 — Специальный приз жюри фестиваля «Браво! — 2007» — Юлии Батуриной за постановку спектакля «Смотрите в дырочку, мамаша!» по пьесе Н. Эрдмана «Мандат»[14].
- 2007 — Фестиваль «Новый взгляд — 2007»: приз «За лучшую режиссуру» за постановку спектакля «Блин-2» А. Слаповского (режиссёр Юлия Батурина, сценография и костюмы Алексей Унесихин)[15].
- 2009 — «Лучшая работа постановщика» фестиваля «Браво! — 2008» — Юлии Батуриной за спектакль «Брат Чичиков».
- 2012 — «Лучшая мужская роль» фестиваля «Браво! — 2011» — Петру Незлученко за роль Ричарда в спектакле «Ричард III»[16].
- 2013 — Специальный диплом жюри фестиваля «Браво! — 2012» — спектаклю «Дело чести» за успешное воплощение злободневной молодёжной темы.
- 2014 — «Лучший спектакль малой формы», «Лучшая женская роль», «Лучшая женская роль второго плана» фестиваля «Браво! — 2013» — спектаклю «Ромео и Джульетта», Александре Незлученко и Марианне Незлученко[17].
- 2018 — «Лучший спектакль», «Лучшая женская роль», «Лучшая мужская роль» фестиваля «Браво! — 2017» — спектаклю «Сучилища», Карине Пестовой, Кириллу Имерову[18].
- 2019 — Специальный диплом жюри фестиваля «Браво! — 2018» Алексею Наволокову за роль Калигулы в спектакле «Калигула»[19].
- 2021 — "Лучший актёрский дуэт фестиваля «Коляда Plays» — 2021, (Марианна Незлученко и Лариса Артёмова в спектакле «Лгунья»).